# Yoanka González Pérez
Yoanka González Pérez (* 9. Januar 1976 in Cifuentes, Villa Clara, Kuba) ist eine ehemalige kubanische Radrennfahrerin, die auf Straße und Bahn aktiv war. Sie ist der bisher einzige kubanische Radsportler, der eine Medaille bei Olympischen Spielen errang (Stand 2017).

## Sportliche Laufbahn
Seit Ende der 1990er Jahre war Yoanka González im Leistungsradsport aktiv. 1999 belegte sie den zweiten Platz im Straßenrennen bei den Panamerikanischen Spielen; 2003 errang sie die Goldmedaille. Ebenfalls 1999 wurde sie Vize-Weltmeisterin auf der Straße, 2003 Dritte. Bei der Bahn-WM 2004 in Melbourne errang sie den WM-Titel im Scratch. 2004 gewann sie das Straßenrennen der Frauen bei den Panamerikanischen Meisterschaften. 2006 gewann sie das Straßenrennen der Frauen bei den Zentralamerika- und Karibikspielen.
In den folgenden Jahren belegte González mehrere Podiumsplätze bei nationalen, Weltmeisterschaften sowie Weltcuprennen. Dreimal nahm sie auch an Olympischen Spielen teil, 2000, 2004 sowie 2008 in Peking, wo sie die Silbermedaille im Punktefahren gewann.
Im März 2017 erklärte Yoanka González offiziell ihren Rücktritt.
Yoanka González ist verheiratet mit dem kubanischen Radsportler Pedro Pablo Pérez Márquez.

## Erfolge
1995
- Panamerikameisterschaft – Einerverfolgung

1999
- Kubanische Meisterin – Straßenrennen
- Panamerikameisterschaft – Straßenrennen
- UCI-B-Weltmeisterschaften – Straßenrennen

2001
- Kubanische Meisterin – Straßenrennen, Einzelzeitfahren

2003
- – Weltmeisterschaft – Punktefahren
- Panamerikameisterin – Straßenrennen

2004
- Weltmeisterin – Scratch
- Panamerikameisterschaft – Einzelzeitfahren

2005
- Weltcup in Moskau – Scratch

2006
- Zentralamerika- und Karibikspiele – Straßenrennen

2007
- Weltcup in Moskau – Punktefahren

2008
- Olympische Spiele – Punktefahren

2014
- Panamerikameisterschaft – Mannschaftsverfolgung (mit Yudelmis Dominguez, Yumari González und Marlies Mejías)
- Kubanische Meisterin – Einzelzeitfahren